# 名もなき森の夢語り
『名もなき森の夢語り』（なもなきもりのゆめがたり）は、日本のバンドDのインディーズ5枚目のミニアルバム、及び同アルバムの１曲目に収録された曲のタイトル。2012年11月14日発売。発売元はGODS CHILD RECORDS。

## 概要
- 前ミニアルバム『皇帝 ～闇に生まれた報い～』から役１年ぶりのミニアルバム。
- A TYPE, B TYP,C TYPEEの3タイプ同時発売。
- A TYPE には表題曲『名もなき森の夢語り』のPVが収録されたDVD付。
- B TYPE には表題曲『名もなき森の夢語り』のPVメイキングが収録されたDVD付。
- C TYPE はA/B TYPE収録の7曲にくわえ2曲ボーナストラックを追加。

## 収録曲
1. 光の庭
(作詞・作曲：ASAGI)
2. 名もなき森の夢語り
(作詞・作曲：ASAGI)
3. Canis lupus
(作詞・作曲：ASAGI)
4. 知られざる子供達
(作詞：ASAGI / 作曲：Ruiza)
5. 三角お屋根と哀れな小熊
(作詞：ASAGI / 作曲：Tsunehito)
6. Like a Black Cat ～無実の罪～
(作詞：ASAGI / 作曲：Ruiza)
7. 春の宴
(作詞：ASAGI / 作曲：Tsunehito)
8. 象と人と蟻と… (Bタイプにのみ収録)
(作詞・作曲：ASAGI)
9. 名もなき森の夢語り (Voiceless) (Bタイプにのみ収録)